# Antonio Correia
Antonio Francisco Correia (Careira de Figo, 22 augustus 1983) is een Angolees voetballer die als aanvaller speelt. Hij wordt ook Kito of Keto genoemd. 
Correia verliet Angola vanwege de burgeroorlog waarin hij zijn familie verloor en kwam in 1999 met zijn twee jaar jongere zus in een asielzoekerscentrum in Zwolle terecht. Hij ging in de jeugd bij Be Quick '28 spelen en kwam al snel in de jeugdopleiding van sc Heerenveen.
In het seizoen 2002/03 debuteerde hij en na enkele wedstrijden werd hij door dubieuze makelaars benaderd om voor de Portugese topclub Benfica te gaan spelen. Hierdoor was hij een tijd spoorloos bij Heerenveen. Benfica had echter helemaal geen interesse en Correia ging in 2005 bij FC Emmen spelen. Ook hier was hij in zijn enige seizoen een tijd spoorloos.
Vanaf het seizoen 2006/07 speelde hij voor Primeiro de Agosto in Angola, waar de burgeroorlog intussen was afgelopen, en won hij de Angolese beker. Vanaf januari 2008 komt hij uit voor FC Inter Turku en met die club werd hij in zijn eerste jaar kampioen van Finland. Na slechts vijf wedstrijden gespeeld te hebben, liep zijn contract in 2009 af.
Op 1 september 2011 ondertekende hij een contract voor twee seizoenen bij Ajax Cape Town waar hij aanbevolen was door Foppe de Haan. Eind januari 2012 werd zijn contract ontbonden. 

## Erelijst
FC Inter Turku
- Veikkausliiga

2008